# Arrhopalites caecus
Arrhopalites caecus är en urinsektsart som först beskrevs av Tycho Fredrik Hugo Tullberg 1871.  Arrhopalites caecus ingår i släktet Arrhopalites och familjen Arrhopalitidae. Arten är reproducerande i Sverige. Inga underarter finns listade i Catalogue of Life.